# Édouard-Aimé Pils
Édouard-Aimé Pils né le 19 juillet 1823 à Paris où il est mort le 25 juillet 1850 est un peintre français.

## Biographie
Édouard-Aimé Pils est le fils de François Pils et de Suzanne Soudais, valet et femme de chambre du maréchal Oudinot duc de Reggio. Son frère Isidore est également peintre.
Il est élève de François Édouard Picot.
Il réside à Montmartre, place de la Barrière, et meurt le 25 juillet 1850. Il est inhumé à Paris au cimetière du Père-Lachaise (54e division).